# ابوالفتح اردلان
ابوالفتح اردلان (زاده ۱۳۰۸ – درگذشته ۱۳۸۶) (۱۹۲۹–۲۰۰۷م) دریاسالار نیروی دریایی شاهنشاهی ایران، مؤسس و نخستین مدیرعامل صنایع الکترونیک ایران (۱۳۵۱–۱۳۵۷) بود. وی برادر زاده علیقلی اردلان است. پدرش امان‌الله اردلان (عزالممالک) چند دوره نماینده مجلس، وزیر و سناتور بود. او در شرکت صنایع الکترونیک برای اولین بار در تاریخ کشور ایران را به محل جذب متخصصین جهانی تبدیل کرد. صدها نفر از فارغ التحصیلان بهترین دانشگاههای جهان در شرکت صنایع الکترونیک ایران کار طراحی و ساخت مدرن ترین دستگاههای الکترونیکی را انجام میدادند و حقوقهایی در حد شرکتهای معتبر بین المللی دریافت میکردند.

## زندگی
او به‌عنوان ششمین فرزند امان‌الله اردلان (عزالممالک) و روشنک سالور در ۳۱ مهر ۱۳۰۸ به دنیا آمد. اردلانها یکی از خانواده‌های معروف کرد هستند. در زمان تولد ابوالفتح پدرش والی گرگان بود. وی با توجه به پست‌های دولتی مختلف پدرش در مدارس متعددی در سراسر کشور تحصیل کرد. پس از پایان دبیرستان تحصیلات خود را در دانشکده فنی دانشگاه تهران آغاز کرد. اشتیاق او به صنعت دریانوردی که اخیراً در کشور تأسیس شده بود، مشوقش برای پیوستن به نیروی دریایی شاهنشاهی شد و برای ادامه تحصیل در رشته مهندسی برق به انگلستان رفت.
پس از بازگشت به ایران و شروع به کار در نیروی دریایی ، در ۸ تیر ۱۳۳۵ با مهوش امیرشاهی ازدواج کرد. زوج جوان در سال ۱۹۶۳ به آمریکا رفتند تا اردلان تحصیلات خود را در مدرسه عالی نیروی دریایی ایالات متحده در مونتری تکمیل کند جایی که او مدرک کارشناسی ارشد مهندسی برق و  لیسانس ریاضی گرفت تا اینکه در سال ۱۳۴۶ به ایران بازگشتند و به‌عنوان مدیر طرح و برنامه نیروی دریایی شاهنشاهی شروع به کار کرد.

## تاسیس صنایع الکترونیک ایران
در زمستان سال ۱۳۵۱ وقتی شاه برای اسکی در سوییس بود اردلان پیشنهادی برای تأسیس یک شرکت صنایع الکترونیک که بتواند با کمپانیهای روز دنیا رقابت کند برای او فرستاد. شاه از ایده خوشش آمد و در کنار برگه با مداد موافقت خود را نوشت. این سرآغاز شرکت عظیم صنایع الکترونیک ایران شد که ابتدا با کمک دولت شروع بکار کرد ولی سپس با فروش محصولات و خدمات خود اداره میشد.
اردلان به عنوان مدیر عامل و بنیان‌گذار شرکت صنایع الکترونیک ایران (IEI) انتخاب شد، شرکتی که بیش از ۳۰۰۰ کارمند داشت. IEI که مقر آن در تهران است، یک کارخانه تولیدی با فناوری پیشرفته و مرکز تحقیقاتی در شیراز داشت. از آنجایی که بسیاری از کارمندانش آمریکایی بودند، اردلان تصمیم گرفت برای فرزندانشان یک مدرسه آمریکایی در شیراز بسازد. او استعدادهای برتر را از سراسر جهان جذب میکرد که به موفقیت بزرگ صاایران کمک کرد که هنوز هم در ایران فعال است.

## انقلاب
پس از انقلاب ایران، به‌دلیل جایگاه علمی او و نیز ارتباط خوب او با کارمندان خود که به‌گفتهٔ خودش در اطاقش همواره به روی کارمندان باز بود انقلابیون برخوردی با او نداشتند ولی امکان ادامه فعالیت هم نداشت. اردلان و خانواده اش به آمریکا مهاجرت کردند. او با تحصیلات و تجربه قابل توجهی که داشت، به عنوان مهندس در وستینگهاوس مشغول به کار شد و بیش از ۱۰ سال هر روز ۵۰ مایل به کلمبیا، رفت و آمد می‌کرد. دوستان و خانواده اش می‌گویند اردلان حتی یک بار هم از تغییر چشمگیر وضعیت زندگی خود از مدیریت یک شرکت عظیم صنعتی به سطح یک کارمند ساده خارجی شکایت نکرد و مشکلی با شروع دوباره نداشت. 
اردلان در حین کار در وستینگهاوس برای ادامه تحصیل به دانشگاه بازگشت و در سال ۱۹۹۳ دکترای مدیریت مهندسی از دانشگاه جورج واشینگتن دریافت کرد.
او در سال‌های آخر عمر، کار مشاوره می‌کرد و به عنوان استاد کمکی در کالج دانشگاه مریلند نیز تدریس می‌کرد. از تدریس لذت می‌برد و با بسیاری از شاگردانش روابط نزدیک داشت و به آنها در کارهای شخصی و کسب و کار و تحصیل کمک می‌کرد.

## تحصیلات
- لیسانس : دانشکده تحصیلات تکمیلی نیروی دریایی ایالات متحده، مونتری، کالیفرنیا، ۱۹۶۶
- کارشناسی ارشد: دانشکده تحصیلات تکمیلی نیروی دریایی ایالات متحده، ۱۹۶۷
- دکترای علوم، دانشگاه جورج واشینگتن، 1993.[۳]

## حرفه
- معاون طرح نیروی دریایی شاهنشاهی (۱۹۶۷-۱۹۷۱)
- مدیر عامل صنایع الکترونیک ایران، تهران، ۱۹۷۲–۱۹۷۹
- مدیر سرمایه‌گذاری‌های فنی وستینگهاوس، بالتیمور، ۱۹۸۱–۱۹۹۲
- رئیس شرکت مشاور انجمن خودرو آمریکا، از سال ۱۹۹۲.
- استاد کمکی کالج دانشگاه، دانشگاه مریلند

ابوالفتح اردلان به عنوان یکی از مشاوران قابل توجه مدیریت توسط Marquis Who's Who معرفی شده‌است.

## خانواده
همسرش مهوش امیرشاهی . فرزندان: فرخ اردلان ، بابک اردلان، روشن علوی اردلان

## مرگ
او در اول مهر ۱۳۸۶ بر اثر نارسایی کبدی درگذشت.